# 葛量洪校友會黃埔學校
葛量洪校友會黃埔學校（英語：GCEPSA Whampoa Primary School）是一所香港九龍城區的津貼小學，位於黃埔花園內，在1997年創立。

## 歷史
此校為葛量洪教育學院校友會（下稱「葛師校友會」或「該會」）創辦的第五間小學，於1997年創立，初時僅開辦8班，及後分三年逐步增至30班，而首屆畢業生亦於2000年畢業。至1999年，此校舉行開幕典禮，由時任教育署長羅范椒芬主禮。
由於2000年代初香港小學適齡學童減少，此校曾一度被當時的教統局下令縮班，直至2012年才獲准逐步重新擴班至每級5班。
由於葛師校友會另外兩間小學，已於2008年被下令殺校，此校為該會唯一一間仍然開辦的學校。

## 校舍
此校現址為一座1995年版小學靈活式校舍，佔地5,100平方米，設有30間課室連各種特別室。
值得一提的是，此校連同毗鄰的黃埔宣道小學，以及將軍澳基督教神召會梁省德小學，為全港首批同類小學校舍之一，於1996年5月動工。另外，此校亦是區議會選舉中黃埔東選區的指定票站。

#### 校舍圖集

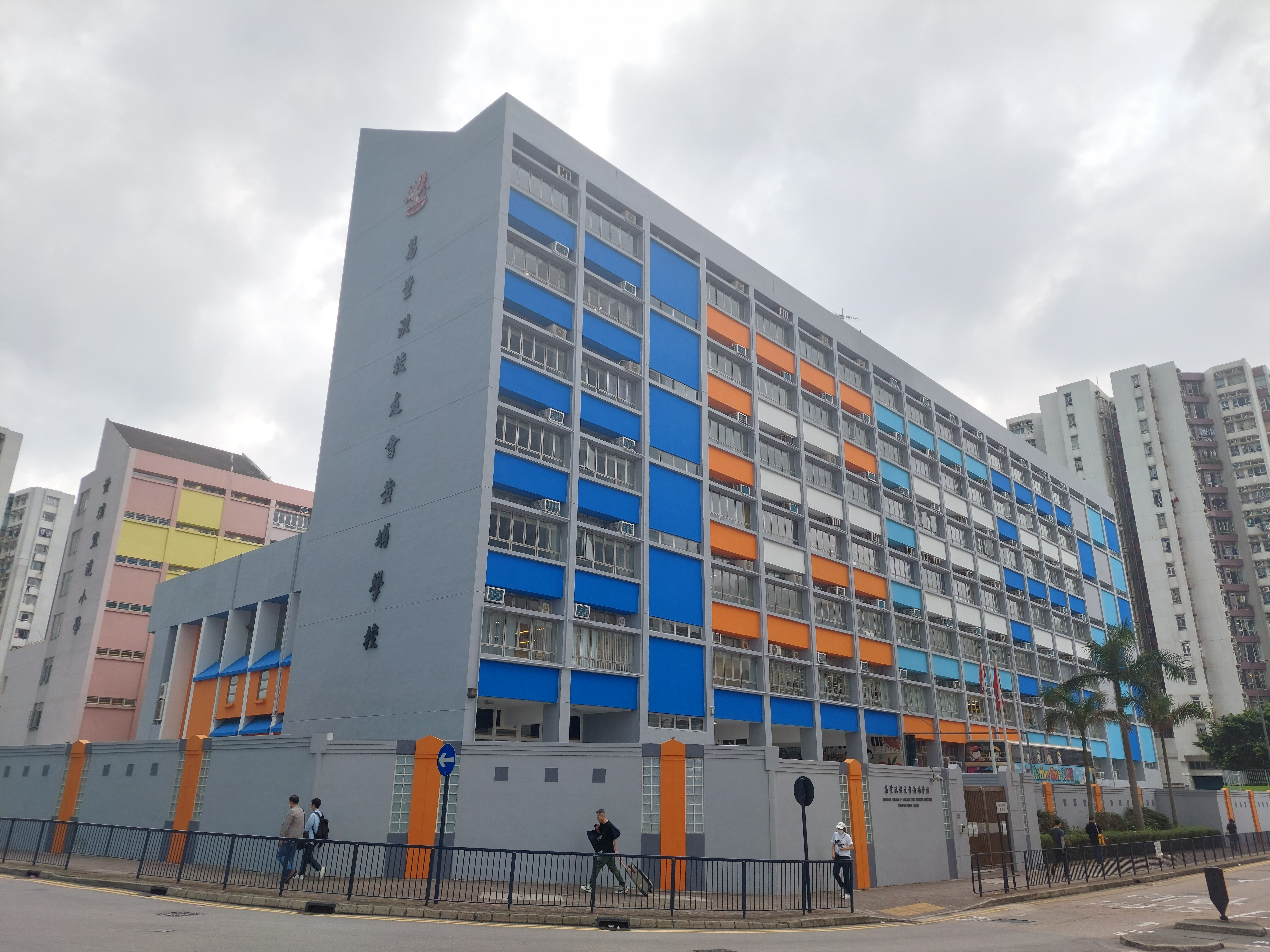
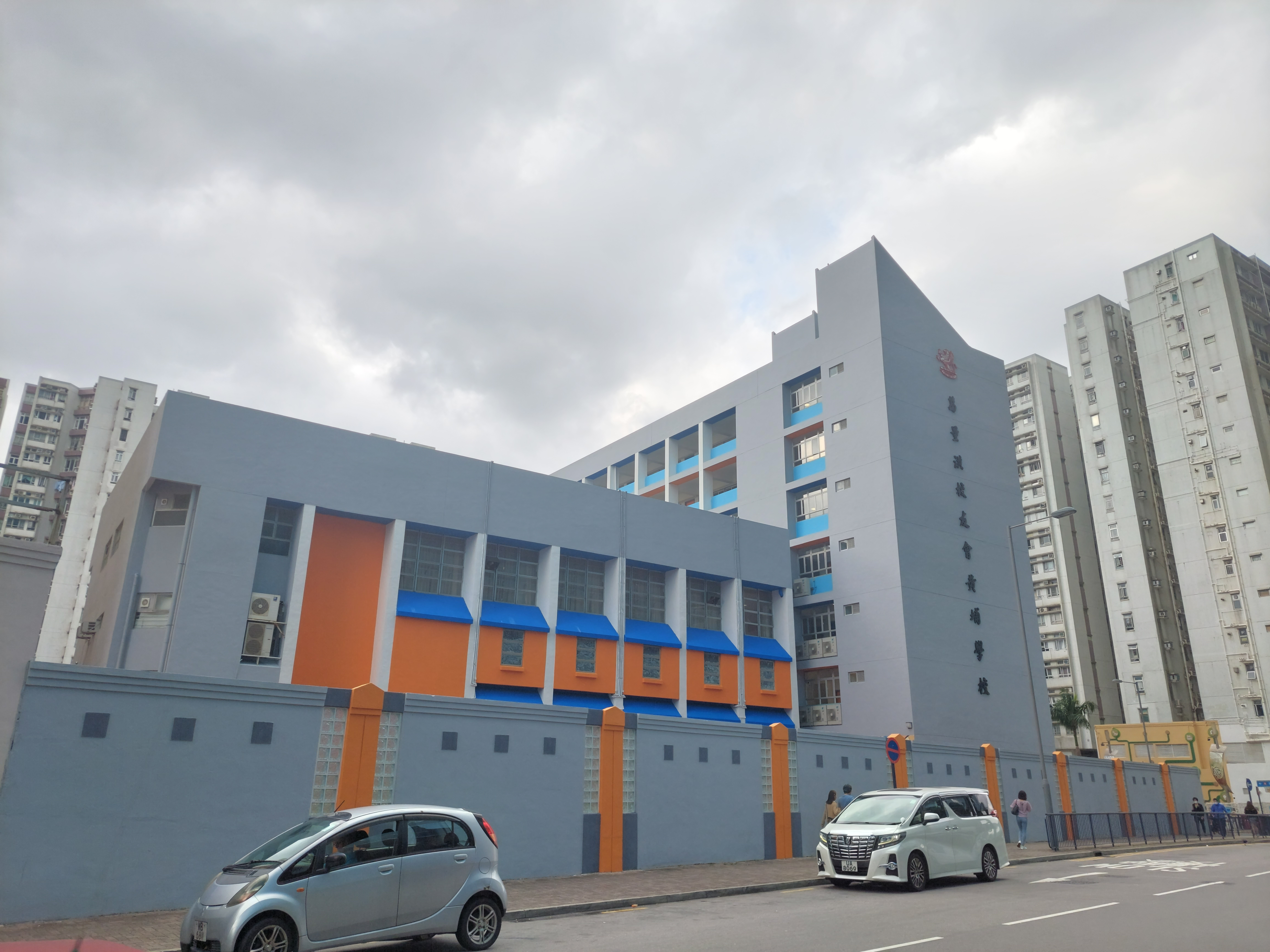
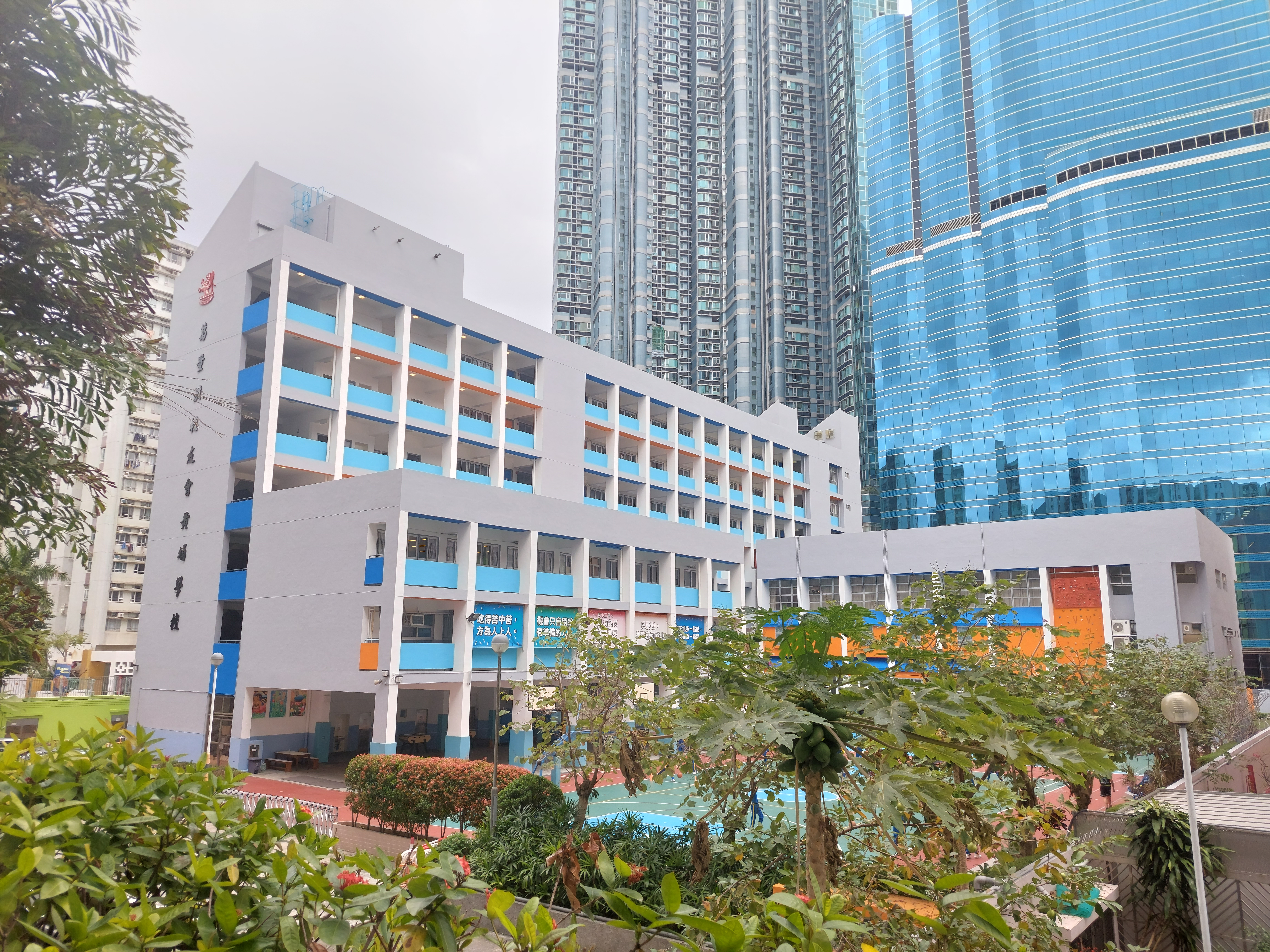

## 歷任管治人員
以下職位一般由前葛量洪教育學院的舊生出任，詳列如下：

### 校監（兼葛量洪教育學院校友會主席）
- 馮壽松先生（1997年-2008年，創校校監）（2018年逝世[7]）[8]
- 司徒華先生（2008年-2011年）（任期內逝世）
- 李百強先生（2011年起，現任校監）

### 校長
- 郭麗英女士（1997年-2000年，創校校長，由同系的觀塘學校調任）
- 潘天賜先生（2000年-2009年，第二任）[8]
- 阮淑冰女士（2009年-2013年，第三任）
- 李耀寶先生（2013年[9]-2023年；曾為曾梅千禧學校署理校長）
- 袁慧敏女士（2023年起，現任校長）

## 事件
- 2018年9月16日，在超強颱風山竹襲港期間，紅磡海濱廣場部分幕牆被烈風吹破，當中部分玻璃碎片及雜物更吹入此校範圍。因此，此校在所有風球取消後仍要停課兩日，以處理風災造成的破壞[10]。

## 著名校友
- 陳至鋒：香港男子賽艇運動員

## 外部連結
- 葛量洪校友會黃埔學校官方網站 （页面存档备份，存于）